# Посенур
Посенур — упразднённая в 2016 году деревня в Уржумском районе Кировской области России. На год празднения входила в составе Байсинского сельского поселения.

## География
Находится в юго-восточной части области, в зоне хвойно-широколиственных лесов, на реке Байса, на расстоянии приблизительно 33 километра(по прямой) к западу-северо-западу (WNW) от города Уржума, административного центра района.

## Климат
Климат характеризуется как континентальный, умеренно холодный. Среднегодовая температура — 1,9 °C. Средняя температура воздуха самого холодного месяца (января) составляет −12,5 °C (абсолютный минимум — −45 °С); самого тёплого месяца (июля) — 18,5 °C (абсолютный максимум — 36 °С). Безморозный период длится в течение 126—131 день. Годовое количество атмосферных осадков — 496—545 мм, из которых 245—275 мм выпадает в период с мая по сентябрь. Снежный покров держится в течение 150 дней.

## История
Известна с 1672 года.
С 1939 по 1955 год учитывалась в виде двух деревень: Верхний и Нижний Посенур.
Нижний Посенур снят с учёта 30.03.1963 решением Кировского облсовета от 30.03.1963.
Снят с учёта 29.02.2016.

## Население
| 2010 |
| ---- |
| 0    |

В 1873 году в ней учтено 526 жителей, в 1905 г. 677, в 1926 г. — 616, в 1950 г. — 441, в 1989 г. — 55.

### Национальный и гендерный состав
Согласно результатам переписи 2002 года в деревне проживали 22 человека (русские 85 %), по 11 мужчин и женщин.

## Инфраструктура
Было личное подсобное хозяйство. В 1873 году в ней учтено 65 дворов, в 1905 111, в 1926 120, в 1950 121.

## Транспорт
Просёлочные дороги.